# Antifederalismo

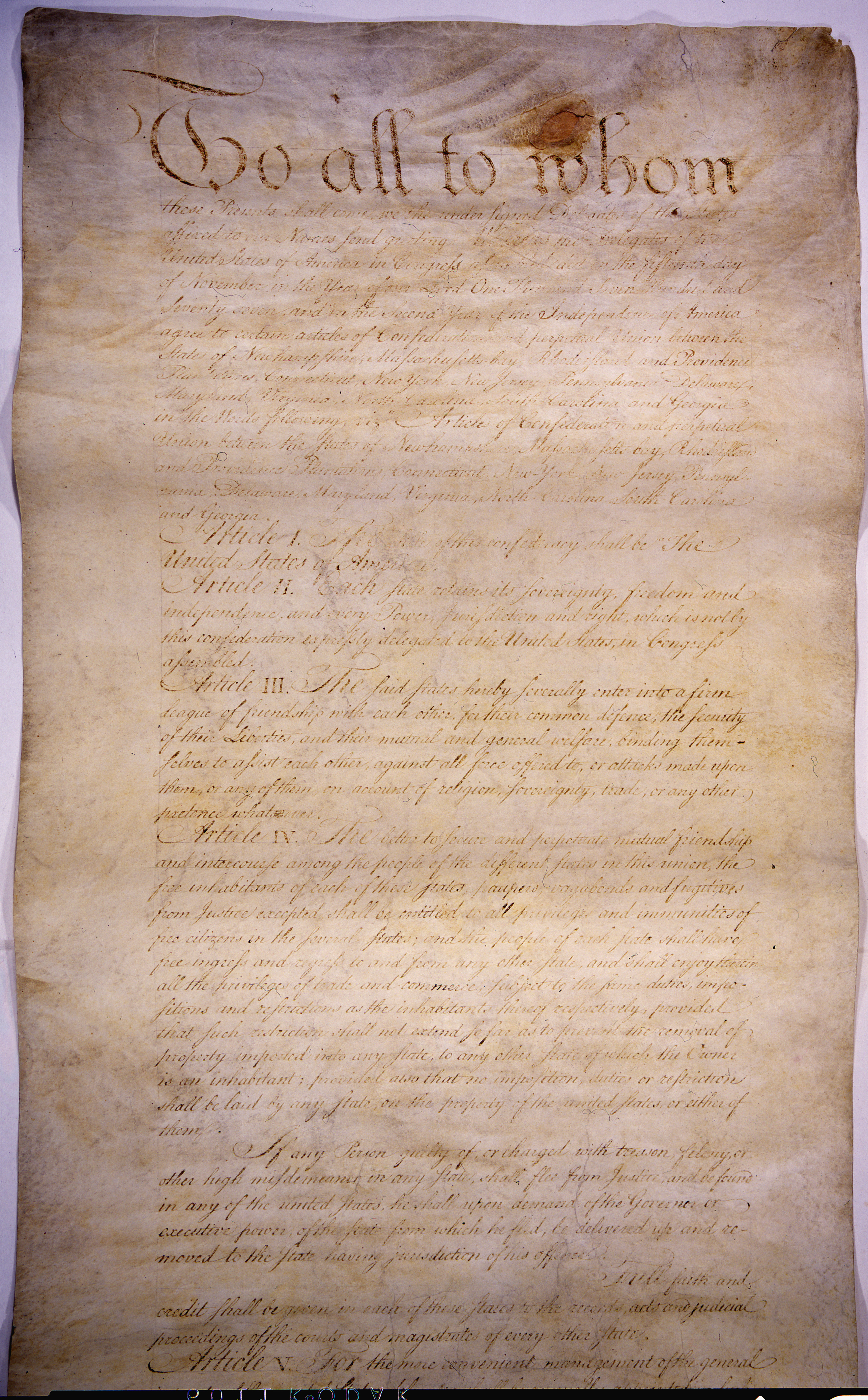
Los Artículos de la Confederación, un ejemplo de los principios antifederalistas

El antifederalismo es una filosofía política que se opone al concepto de federalismo, el cual defiende que la autoridad del Estado debe ser igual o superior, pero nunca teniendo más poder que los estados sub-nacionales. El libro Anti-Federalist Papers detalla las posturas de los antifederalistas.
Antifederalismo también hace referencia al movimiento que se oponía a un gobierno fuerte de los Estados Unidos y que más tarde se opusieron a la Constitución de los Estados Unidos de 1787. La antigua constitución llamada Artículos de la Confederación, daba a los estados más autoridad frente al gobierno central. Dirigidos por Patrick Henry de Virginia, se oponían, entre otras cosas, a la novedosa figura del presidente que temían pudiera convertirse en una monarquía.

## Historia
El movimiento federalista de la década de 1780 estaba motivado por la idea de que el gobierno de la nación bajo los Artículos de la Confederación era demasiado débil, y necesitaba ser modificado o remplazado. Con el tiempo consiguieron que el gobierno convocara una reunión para revisar los artículos. Los opositores a su rectificación aparecieron inmediatamente, tras la reunión y la aprobación de la nueva constitución.
La oposición al federalismo estaba compuesta de varios elementos,como la oposición a la constitución porque el fuerte poder del gobierno nacional amenazaba la soberanía de estados localidades e individuos, lo que les parecía un intento de disfrazar un poder "monárquico". Algunos de los antifederalistas pensaban que los artículos de la confederación daban un poder suficiente al gobierno central. Otros consideraban que, si bien el gobierno nacional con los artículos era demasiado débil, con la Constitución sería demasiado fuerte.
Durante el periodo de debate sobre la rectificación de la constitución numerosos discursos y artículos de carácter local e independiente fueron publicados por todo el país. Muchos de los artículos opositores eran firmados con Pseudónimos tales como: "Brutos" (Robert Yates), "Centinel" (Samuel Bryan) o "Federal Farmer" (que podría corresponderse con Richard Henry Lee, algo que no se sabe con total certeza). Con el tiempo algunas figuras destacadas de la revolución como Patrick Henry declararon públicamente su oposición a la constitución. Ellos argumentaban que el gobierno nacional fuerte propuesto por los federalistas constituía una amenaza a las libertades individuales, y que el presidente acabaría convirtiéndose en rey, y se oponían al sistema de cortes federales creado por la constitución. Produjeron una gran cantidad de artículos y discursos cuya mejor y más influyente recopilación es conocida como Anti-Federalist Papers en alusión a la similar recopilación similar de carácter federalista Federalist Papers.
En todos los estados la oposición a la constitución fue fuerte, y en dos estados (Carolina del Norte y Rhode Island) impidieron la rectificación y establecimiento del nuevo gobierno, teniendo prácticamente que forzar su adhesión a la constitución. El individualismo fue un elemento fuerte para la oposición; la necesidad, o al menos la conveniencia, de que tener una carta de derechos era un sentimiento casi universal. En Rhode Island la resistencia contra la Constitución era tan fuerte que la guerra civil casi estalló el 4 de julio de 1788, cuando unos 1000 manifestantes armados miembros de un partido político antifederalista, el Country Party, dirigidos por el juez William West, marcharon sobre Providence
Los antifederalistas jugaron con esos sentimientos en la convención de rectificación de Massachusetts. En este punto, cinco estados ratificaron la constitución con relativa facilidad. Pero la convención muy polémica y encarnizada. Finalmente, después de un largo debate, se alcanzó un compromiso (conocido como el compromiso de Massachusetts). Massachusetts ratificó la constitución con la recomendación provisional de que se le incluyera una carta de derechos del ciudadano (los federalistas sostenían que una ratificación condicionada sería nula, por ello se empleó el término recomendación).
Los cinco estados que ratificaron después la constitución (incluidos Nuevo Hampshire, Virginia y Nueva York) utilizando un lenguaje similar en sus acuerdos de ratificación. Como resultado de esto, una vez estuvo aprobada, el congreso envió veinte enmiendas a los estados. Diez de esas enmiendas fueron aprobadas inmediatamente y se dieron a conocer como la Carta de Derechos de los Estados Unidos. De esta forma aunque los antifederalistas no pudieron evitar la aprobación de la nueva constitución, su esfuerzo no fue completamente en vano. El antifederalismo se convirtió así en un grupo influyente entre los padres fundadores de los Estados Unidos.
Con la aprobación de la constitución y la carta de derechos, los antifederalistas estaban agotados. Fueron sucedidos por los miembros del Anti-Administration Party, que se oponía a la política fiscal y de exterior de George Washington.

## Antifederalistas notables
- Patrick Henry
- Samuel Adams
- George Mason
- Richard Henry Lee
- James Monroe
- George Clinton

También Thomas Jefferson expresó varias opiniones antifederalistas, si bien su participación en el debate fue limitada ya que por aquel entonces se encontraba como embajador en Francia.